# A Little Bit of Sunshine
«A Little Bit OF Sunshine» es el séptimo sencillo publicado por la cantante Lisa Scott-Lee.

## Sencillo
El sencillo «A Little Bit Of Sunshine» es la tercera canción publicada por la cantante inglesa Lisa Scott-Lee de su primer trabajo discográfico "Never Or Now".
El sencillo fue publicado solo en Sudáfrica el 9 de abril de 2007, después de los sencillos "Don't You Want My Number" y la reedición del sencillo "Electric", ambos marcando el Top 10 en el país africano.
El sencillo debutó en una decepcionante posición #148 en su primera semana de ventas, y subiendo al #108 en la segunda semana, siendo esa su posición. El sencillo solo ha vendido 1000 copias, siendo un absoluto fracaso. En la cuarta semana, el sencillo ya entró en el #80, después de haber permanecido una semana fuera de las listas, y siendo un fracaso en un primer momento.
Finalmente, el sencillo llegó al #18 en Sudáfrica, siendo considerado como un éxito moderado, pero en las sucesivas semanas, el sencillo descendió de las listas.

## El tracklisting
CD 1
1. «A Little Bit Of Sunshine» [Radio Edit]
2. «A Little Bit Of Sunshine» [Vocal Mix]
3. «A Little Bit Of Sunshine» [Original Club Mix]

CD 2
1. «A Little Bit Of Sunshine» [Radio Edit]
2. «That's That»
3. «A Little Bit Of Sunshine» [12" Mix]

## Posiciones en las listas
| Lista (2007)                | Posición |
| --------------------------- | -------- |
| South Africa Top 40 Singles | 18       |

| Posición | 148 | 108 | 139 | Out | 80 | 76 | 40 | 27 | 18 | 39 | 75 | Out |

- Datos: Q5654143